# ACAD8
ACAD8 (англ. Acyl-CoA dehydrogenase family member 8) – білок, який кодується однойменним геном, розташованим у людей на короткому плечі 11-ї хромосоми. Довжина поліпептидного ланцюга білка становить 415 амінокислот, а молекулярна маса — 45 070.
| 10         |  | 20         |  | 30         |  | 40         |  | 50         |
| ---------- |  | ---------- |  | ---------- |  | ---------- |  | ---------- |
| MLWSGCRRFG |  | ARLGCLPGGL |  | RVLVQTGHRS |  | LTSCIDPSMG |  | LNEEQKEFQK |
| VAFDFAAREM |  | APNMAEWDQK |  | ELFPVDVMRK |  | AAQLGFGGVY |  | IQTDVGGSGL |
| SRLDTSVIFE |  | ALATGCTSTT |  | AYISIHNMCA |  | WMIDSFGNEE |  | QRHKFCPPLC |
| TMEKFASYCL |  | TEPGSGSDAA |  | SLLTSAKKQG |  | DHYILNGSKA |  | FISGAGESDI |
| YVVMCRTGGP |  | GPKGISCIVV |  | EKGTPGLSFG |  | KKEKKVGWNS |  | QPTRAVIFED |
| CAVPVANRIG |  | SEGQGFLIAV |  | RGLNGGRINI |  | ASCSLGAAHA |  | SVILTRDHLN |
| VRKQFGEPLA |  | SNQYLQFTLA |  | DMATRLVAAR |  | LMVRNAAVAL |  | QEERKDAVAL |
| CSMAKLFATD |  | ECFAICNQAL |  | QMHGGYGYLK |  | DYAVQQYVRD |  | SRVHQILEGS |
| NEVMRILISR |  | SLLQE      |  |            |  |            |  |            |

A: Аланін

C: Цистеїн

D: Аспарагінова кислота

E: Глутамінова кислота

F: Фенілаланін

G: Гліцин

H: Гістидин

I: Ізолейцин

K: Лізин

L: Лейцин

M: Метіонін

N: Аспарагін

P: Пролін

Q: Глутамін

R: Аргінін

S: Серин

T: Треонін

V: Валін

W: Триптофан

Кодований геном білок за функціями належить до оксидоредуктаз, активаторів. 
Задіяний у таких біологічних процесах, як транскрипція, регуляція транскрипції, катаболізм амінокислот із розгалуженим вуглецевим скелетом, ацетилювання, альтернативний сплайсинг. 
Білок має сайт для зв'язування з ФАД, флавопротеїном. 
Локалізований у мітохондрії.